# Pozo de Guadalajara
Pozo de Guadalajara é um município da Espanha na província de Guadalajara, comunidade autónoma de Castilla-La Mancha, de área 11,43 km² com população de 993 habitantes (2006) e densidade populacional de 56,17 hab/km².

## Demografia
| Variação demográfica do município entre 1991 e 2004 | Variação demográfica do município entre 1991 e 2004 | Variação demográfica do município entre 1991 e 2004 | Variação demográfica do município entre 1991 e 2004 |
| --------------------------------------------------- | --------------------------------------------------- | --------------------------------------------------- | --------------------------------------------------- |
| 1991                                                | 1996                                                | 2001                                                | 2004                                                |
| 336                                                 | 401                                                 | 407                                                 | 646                                                 |